# Tanne Kankena
Tanne Kankena (* …; † 1461) war ein ostfriesischer Häuptling zu Wittmund und (später) zu Dornum. Er war mit Idze verheiratet, der Erbin der Herrlichkeit Dornum-Westerburg und von Rechten am Idzingaherd in Norden.
Die Hansestadt Hamburg besetzte die Kankenaburg in Wittmund 1400 wegen der Beziehungen  der Häuptlingsfamilie zur Seeräuberei. Später übergaben die Hamburger die Anlage an die Häuptlingsfamilie tom Brok. Die Kankena gelangten erst wieder in den Besitz der Burg, als Tanne Kankena 1425 mit seinen Brüdern Hedde und Here Kankena versprach, die Verträge mit den tom Brok zu halten. In den Jahren 1427 und 1430 trat Tanne Kankena offen für Focko Ukena ein und nahm an der Schlacht „auf den wilden Äckern“ bei Upgant gegen Ocko II. tom Brok teil.
Nach dem Sturz Focko Ukenas im Jahr 1433 geriet Tanne Kankena 1441–1442 in Gefangenschaft und musste die durch seine Frau ererbte Westerburg in Dornum an Edzard Cirksena herausgegeben und auf die Rechte am Idzingaherd in Norden verzichten. 1454 verlor er zudem die Burg in Wittmund an Sibet Attena, wurde dafür aber 1461 mit der Osterburg in Dornum abgefunden.